# Калманка
Калма́нка (рос. Калманка) — село, центр Калманського району Алтайського краю, Росія. Адміністративний центр Калманської сільської ради.

## Населення
Населення — 3440 осіб (2010; 3657 у 2002).
Національний склад (станом на 2002 рік):
- росіяни — 94 %